# Abguar Bastos
Abguar Bastos Damasceno (Belém, 22 de novembro de 1902 - São Paulo, 26 de março de 1995) foi um escritor, jornalista e político brasileiro. Membro fundador e ex-presidente da União Brasileira de Escritores (UBE), ganhador do Troféu Juca Pato e ex-deputado federal pelo Pará e São Paulo.

## Biografia

### Vida Pessoal
Abguar nasceu em Belém, filho de Antônio Alves Damasceno e de Maria Ferreira Bastos. Em 1921 ingressou na Faculdade de Direito da Universidade Federal do Amazonas (UFAM), onde se graduou em 1925. Ingressou também nos cursos de agronomia e engenharia, que não concluiu.
Era casado com Isaura Castelo Branco de Leão Bastos, com quem teve dois filhos. Teve três netos: Marcos, Cláudia, Flávio, Alexandre e Renata. Faleceu em 1995 na cidade de São Paulo.

### Carreira Política

#### Década de 1920
No início de sua carreira foi secretário da prefeitura e acabou tornando-se prefeito interino de Coari (AM).Foi também tabelião e cartorário do Amazonas, de 1926 a 1928.
Em 1926 lanço o Manifesto Flaminaçu (em tupi, “grande chama”), ponto de partida de uma corrente literária que instigava os intelectuais do norte do Brasil a pensar e estudar a realidade e o fabulário amazônico, que acabou por integrar o movimento modernista, ao lado de Raul Bopp e outros escritores.
Foi redator de debates da Assembleia Legislativa do Amazonas e promotor público, em 1929, além de secretário do jornal A Tarde, redator e diretor de A Semana e redator dos jornais A Tribuna, Belém Nova, Belém Jornal e Estado do Pará.

#### Década de 1930
Fez parte da Revolução de 1930 no Pará, deflagrada em outubro, sob o comando do tenente Joaquim de Magalhães Barata. Antes do fim do mês, foi preso pela força pública em Bragança (PA). Com a vitória da Revolução de 1930, foi nomeado secretário, tornando-se chefe de gabinete de Magalhães Barata, cargo que ocupou até 1931.
Em 1934 foi eleito deputado federal pelo Partido Liberal do Pará. Em março de 1935, antes de tomar posse como deputado, foi um dos fundadores e tornou-se membro da Aliança Nacional Libertadora (ANL), junto com Trifino Correia, João Cabanas, Francisco Mangabeira e outros.
Em 1935, quando Getúlio Vargas determinou o fechamento da ANL, Abguar Bastos discursou na Câmara denunciando o fechamento do partido como um “ato violento e arbitrário do governo”. Após o fechamento da ANL, participou da fundação da Aliança Popular por Pão, Terra e Liberdade, junto com Maurício de Lacerda, Octávio da Silveira e Francisco Mangabeira, numa tentativa de dar continuidade à ação da ANL.
Em março de 1936, Abguar foi preso, junto com os deputados João Mangabeira, Domingos Velasco, Café Filho e Octávio da Silveira e com o senador Abel Chermont. Foi acusado de estar envolvido com os comunistas e de participação direta na Revolta Comunista de 1935 e de ter formado um “comitê a serviço de Prestes”. Em julho de 1936, foi aprovado o parecer de Alberto Álvares, autorizando processar parlamentares presos, e assim teve suas imunidades cassadas. Abguar permaneceu preso durante 14 meses, à espera de julgamento, foi condenado a 06 meses de prisão em maio de 1937 pelo Tribunal de Segurança Nacional (TSN). Após sua soltura mudou-se para São Paulo, onde foi diretor da Empresa Brasileira de Artefatos de Borracha.

#### Década de 1940
Abguar Bastos foi diretor paulista da revista Diretrizes, fundada por Samuel Wainer, através da qual fez oposição à ditadura do Estado Novo.

#### Década de 1950
Em outubro de 1954 foi eleito deputado federal por São Paulo, pelo Partido Trabalhista Brasileiro (PTB) e chegou a Vice-líder do PTB em 1957. Foi também assessor do ministro João Batista Ramos, no governo de Juscelino Kubitschek. Em janeiro de 1959 encerrou seu mandato, deixando a Câmara dos Deputados.

#### Década de 1960
Foi assessor do ministro da Indústria e Comércio, Artur Bernardes, durante o governo do presidente Jânio Quadros. Com a renúncia de Jânio, passou a assessorar os novos ministros da Indústria e Comércio, Ulysses Guimarães e Otávio Dias Carneiro, durante o governo de João Goulart. Atuou como Adido Comercial na Embaixada do Brasil na Polônia quando ocorreu o golpe militar de 1964 e desde então afastou-se da vida política.

### Carreia no Setor Privado
Abguar foi membro fundador e presidente da União Brasileira de Escritores (UBE), membro da Associação dos Jornalistas em Economia de São Paulo, da Academia Paraense de Letras, do Instituto Histórico e Geográfico do Pará e da Sociedade de Ecologia do Rio de Janeiro. Em 1987 foi escolhido "Intelectual do Ano", tendo recebido o Prêmio Juca Pato.

## Prêmios e Homenagens
- 1987 - Intelectual do Ano, do Troféu Juca Pato (UBE)[13]